# Acleros
Acleroses un género de lepidópteros ditrisios de la subfamilia Hesperiinae  dentro de la familia Hesperiidae.

## Especies
- Acleros bibundica Strand, 1913
- Acleros leucopyga (Mabille, 1877)
- Acleros mackenii (Trimen, 1868)
- Acleros neavei Evans, 1937
- Acleros nigrapex Strand, 1913
- Acleros ploetzi Mabille, 1889
- Acleros sparsum Druce, 1909